# Bourne shell
پوسته بورن (به انگلیسی: Bourne shell) یا sh یک پوسته یا مفسر خط فرمان برای سیستم‌عامل‌های رایانه است که در سال ۱۹۷۷ توسط استفان بورن خلق شده است. بورن شل پوسته پیشفرض در نسخه ۷ یونیکس بود. این پوسته هنوز هم در بسیاری از سیستم‌عامل‌های شبه یونیکس یافت می‌شود که یا همان پوسته بورن اصلی است، یا یک پیوند نمادین به یک پوسته سازگار همانند بش است، حتی اگر بیشتر کاربران از پوسته‌های دیگری استفاده کنند. این پوسته در آزمایشگاه‌های بل توسعه یافته است و جایگزینی برای پوسته تامسون بوده است که نام فایل اجرایی آن پوسته هم sh بوده است. هرچند که از این پوسته برای انجام کارهای تعاملی هم استفاده می‌شود، معمولاً به عنوان پوسته‌ای برای اسکریپت‌نویسی در نظر گرفته می‌شود و بسیاری از قابلیت‌هایی که برای نوشتن برنامه‌های ساخت‌یافته نیاز است را در خود دارد. با انتشار کتاب محیط برنامه‌نویسی یونیکس نوشته برایان کرنیگان و راب پایک، محبوبیت این پوسته افزایش یافت. این کتاب اولین کتابی بود که پوسته را به عنوان یک زبان برنامه‌نویسی در قالب یک خودآموز معرفی کرد.